# Formula 3 Euro Series
Formula 3 Euro Series var det europeiska mästerskapet i formel 3. Serien grundades genom en sammanslagning av de franska och tyska mästerskapen 2003. Inför 2013 lades serien ned för att göra plats för European Formula Three Championship.

## Säsonger

### Förarmästerskapet
| Säsong | Mästare           | Tvåa               | Trea               |
| ------ | ----------------- | ------------------ | ------------------ |
| 2003   | Ryan Briscoe      | Christian Klien    | Olivier Pla        |
| 2004   | Jamie Green       | Alexandre Prémat   | Nicolas Lapierre   |
| 2005   | Lewis Hamilton    | Adrian Sutil       | Lucas di Grassi    |
| 2006   | Paul di Resta     | Sebastian Vettel   | Kohei Hirate       |
| 2007   | Romain Grosjean   | Sébastien Buemi    | Nico Hülkenberg    |
| 2008   | Nico Hülkenberg   | Edoardo Mortara    | Jules Bianchi      |
| 2009   | Jules Bianchi     | Christian Vietoris | Valtteri Bottas    |
| 2010   | Edoardo Mortara   | Marco Wittmann     | Valtteri Bottas    |
| 2011   | Roberto Merhi     | Marco Wittmann     | Daniel Juncadella  |
| 2012   | Daniel Juncadella | Pascal Wehrlein    | Raffaele Marciello |

### Rookiemästerskapet
| Säsong | Mästare          | Tvåa                | Trea             |
| ------ | ---------------- | ------------------- | ---------------- |
| 2003   | Christian Klien  | Nico Rosberg        | Alexandre Prémat |
| 2004   | Franck Perera    | Giedo van der Garde | Roberto Streit   |
| 2005   | Sebastian Vettel | Esteban Guerrieri   | Guillaume Moreau |
| 2006   | Kamui Kobayashi  | Jonathan Summerton  | Tim Sandtler     |
| 2007   | Edoardo Mortara  | Franck Mailleux     | Jean Karl Vernay |
| 2008   | Erik Janiš       | Mika Mäki           | Jules Bianchi    |
| 2009   | Kördes ej        | Kördes ej           | Kördes ej        |
| 2010   | Kördes ej        | Kördes ej           | Kördes ej        |
| 2011   | Kördes ej        | Kördes ej           | Kördes ej        |
| 2012   | Kördes ej        | Kördes ej           | Kördes ej        |